# Podčetrtek
Podčetrtek je naselje, središče občine Podčetrtek.
Podčetrtek je največji kraj na Sotelskem. Razteza se v dolini ob stranski cesti, ki se pri železniški postaji odcepi od glavne ceste 219 Slovenska Bistrica-Mestinje-Brežice. Grad nad naseljem in samo naselje se v srednjem veku večkrat omenjata, pomembnejši pa je postal leta 1328 po pridobitvi trških pravic. V kraju so v srednjem veku prepregali konje na furmanski poti Kunšperk-Lemberg pri Šmarju-Poljčane; še v 19. stoletju se je veliko domačinov ukvarjalo z živinorejo. Danes je poleg turizma precej razvito tudi vinogradništvo.
V Podčetrtku so znane toplice, ki so jih v času, ko je atomska energija veljala za nekaj naprednega, poimenovali »Atomske toplice«. Danes so bolj znane po imenu podjetja, ki toplice upravlja: Terme Olimia.

## Občina Podčetrtek
Občina Podčetrtek po površini znaša 60,6 km², naselje Podčetrtek pa 6,4 km². 

### Župan
Župan občine Podčetrtek je Peter Misja. Rodil se je 9. 6. 1968 v Celju. Osnovno šolo je obiskoval v Podčetrtku, naprej pa se je vpisal na srednjo Železniško šolo v Ljubljani. Leta 2010 je bil predstavnik Turistične zveze Slovenije.

### Krajevne skupnosti
- Krajevna skupnost Olimje
- Krajevna skupnost Podčetrtek
- Krajevna skupnost Polje ob Sotli
- Krajevna skupnost Pristava pri Mestinju
- Krajevna skupnost Virštanj

## Podnebje
Občina Podčetrtek ima zmerno celinsko podnebje. Zanj so značilne vroča poletja, mrzle zime, nekaj suš, pogoste nevihte z točo.

## Ime kraja in zgodovina
Iz krajevnega imena je mogoče zaključiti, da se je grad, ki stoji 100 m nad naseljem, imenoval Četrtek. Razlogov za poimenovanje po dnevu v tednu je lahko več; morda je graščak ob četrtkih vršil sodstvo, morda je bil takrat semanji dan ali dan za tlako, morda je bil ustanovljen na četrtek. Sprva se omenja le podčetrški grad: leta 1209 de Landesperc, 1213 de Londesperc, 1213 de Lonsperch, 1227 de Landesperch, 1328 ze Lantsperch in dem Marcht, 1293 von Lansperch, 1332 ze Lantsperch, 1465 bey Landsperg, poimenovan po prvotnem lastniku, grofu Frideriku Landsbergu. Na jožefinskem zemljevidu iz leta 1763/1787 je kraj označen dvojezično: Landberg Windisch Pod Tschetertkom. 
Med drugo svetovno vojno v letih 1941-1945 je v neposrednem zaledju Podčetrtka na reki Sotli potekala državna in okupacijska meja med nacistično Nemčijo in Neodvisno državo Hrvaško. Predstavljala je najjužnejšo in zaščitno mejo Tretjega rajha z izrazito varovalno vlogo. Nacistična oblast ji je zato namenila posebno pozornost in jo je skupaj z njenim obrežjem (najizraziteje v letih 1942-43 in 1944-45) spremenila v varovano, zastraženo, utrjeno, ograjeno, ožičeno in zaminirano fizično pregrado. Vzdolž sotelske meje so bili vzpostavljeni maloobmejni in velikoobmejni prehodi za legalno prehajanje meje med Nemčijo (Spodnjo Štajersko) in NDH. Mejni prehod v Harinih Zlakah pri Podčetrtku je na isti lokaciji prisoten še danes.